# 아세틸아세톤
아세틸아세톤(Acetylacetone)은 화학식 CH3−C(=O)−CH2−C(=O)−CH3를 갖는 유기 화합물이다. 1,3-디케톤으로 분류된다. 이는 호변 이성질체 CH3−C(=O)−CH=C(−OH)−CH3와 평형 상태로 존재한다. 혼합물은 무색의 액체이다. 이러한 호변 이성체는 대부분의 조건에서 매우 빠르게 상호 전환되므로 대부분의 응용 분야에서 단일 화합물로 취급된다. 아세틸아세톤은 헤테로고리 화합물뿐만 아니라 많은 배위 화합물의 합성을 위한 빌딩 블록이다.

## 생분해
아세틸아세톤 디옥시게나제 효소는 아세틸아세톤의 탄소-탄소 결합을 절단하여 아세테이트와 2-옥소프로판알을 생성한다. 이 효소는 철(II) 의존적이지만 아연에도 결합하는 것으로 입증되었다. 아세틸아세톤 분해는 박테리아 Acinetobacter johnsonii에서 특징적으로 나타난다.
C
5H
8O
2 + O
2 → C
2H
4O
2 + C
3H
4O
2